# Дзоппе-ди-Кадоре
Дзоппе́-ди-Кадо́ре (итал. Zoppè di Cadore) — коммуна в Италии, располагается в провинции Беллуно области Венеция.
Население составляет 303 человека (2008 г.), плотность населения составляет 76 чел./км². Занимает площадь 4 км². Почтовый индекс — 32010. Телефонный код — 0437.
Покровительницей коммуны почитается святая Анна, празднование 26 июля.

## Демография
Динамика населения:

## Администрация коммуны
- Официальный сайт: